# Anderby
Anderby is een civil parish in het Engelse graafschap Lincolnshire.